# Alison Riske-Amritraj
Alison Riske-Amritraj (solteira: Riske; Pittsburgh, 3 de julho de 1990) é uma tenista profissional americana, seu melhor ranqueamento é de 18° em simples pela WTA.
Em outubro de 2014, Riske sagrou-se campeã do Torneio WTA de Tianjin, na  China. Para isso, ela, então número 62 do mundo, derrotou na final a suíça Belinda Bencic, então 35ª colocada no ranking mundial e de apenas 17 anos, por 2 sets a 0,  com parciais 6/3 e 6/4. Esse título foi o primeiro de nível WTA da carreira de Riske.

## Finais da WTA

### Simples: 13 (3 títulos, 10 vices)
| Posição | N.   | Data          | Torneio                           | Piso     | Oponente            | Placar             |
| Campeã  | 1–0  | Outubro 2014  | Tianjin Open, Tianjin, China      | Duro     | Belinda Bencic      | 6–3, 6–4           |
| Vice    | 1–1  | Janeiro 2016  | Shenzhen Open, China              | Duro     | Agnieszka Radwańska | 3–6, 2–6           |
| Vice    | 1–2  | Junho 2016    | Nottingham Open, Reino Unido      | Grass    | Karolína Plíšková   | 6–7(8–10), 5–7     |
| Vice    | 1–3  | Outubro 2016  | Tianjin Open, China               | Duro     | Peng Shuai          | 6–7(3–7), 2–6      |
| Vice    | 1–4  | Janeiro 2017  | Shenzhen Open, China              | Duro     | Kateřina Siniaková  | 3–6, 4–6           |
| Vice    | 1–5  | Maio 2018     | Nuremberg Cup, Alemanha           | Saibro   | Johanna Larsson     | 6–7(4–7), 4–6      |
| Vice    | 1–6  | Janeiro 2019  | Shenzhen Open, China              | Duro     | Aryna Sabalenka     | 6–4, 6–7(2–7), 3–6 |
| Campeã  | 2–6  | Junho 2019    | Rosmalen Open, Países Baixo       | Grama    | Kiki Bertens        | 0–6, 7–6(7–3), 7–5 |
| Vice    | 2–7  | Setembro 2019 | Wuhan Open, China                 | Duro     | Aryna Sabalenka     | 3–6, 6–3, 1–6      |
| Vice    | 2–8  | Setembro 2021 | Slovenia Open                     | Duro     | Jasmine Paolini     | 6–7(4–7), 2–6      |
| Campeã  | 3–8  | Novembro 2021 | Linz Open, Áustria                | Duro (i) | Jaqueline Cristian  | 2–6, 6–2, 7–5      |
| Vice    | 3–9  | Janeiro 2022  | Adelaide International, Austrália | Duro     | Madison Keys        | 1–6, 2–6           |
| Vice    | 3–10 | Junho 2022    | Nottingham Open, Reino Unido      | Grama    | Beatriz Haddad Maia | 4–6, 6–1, 3–6      |